# Krwistoborowik szatański

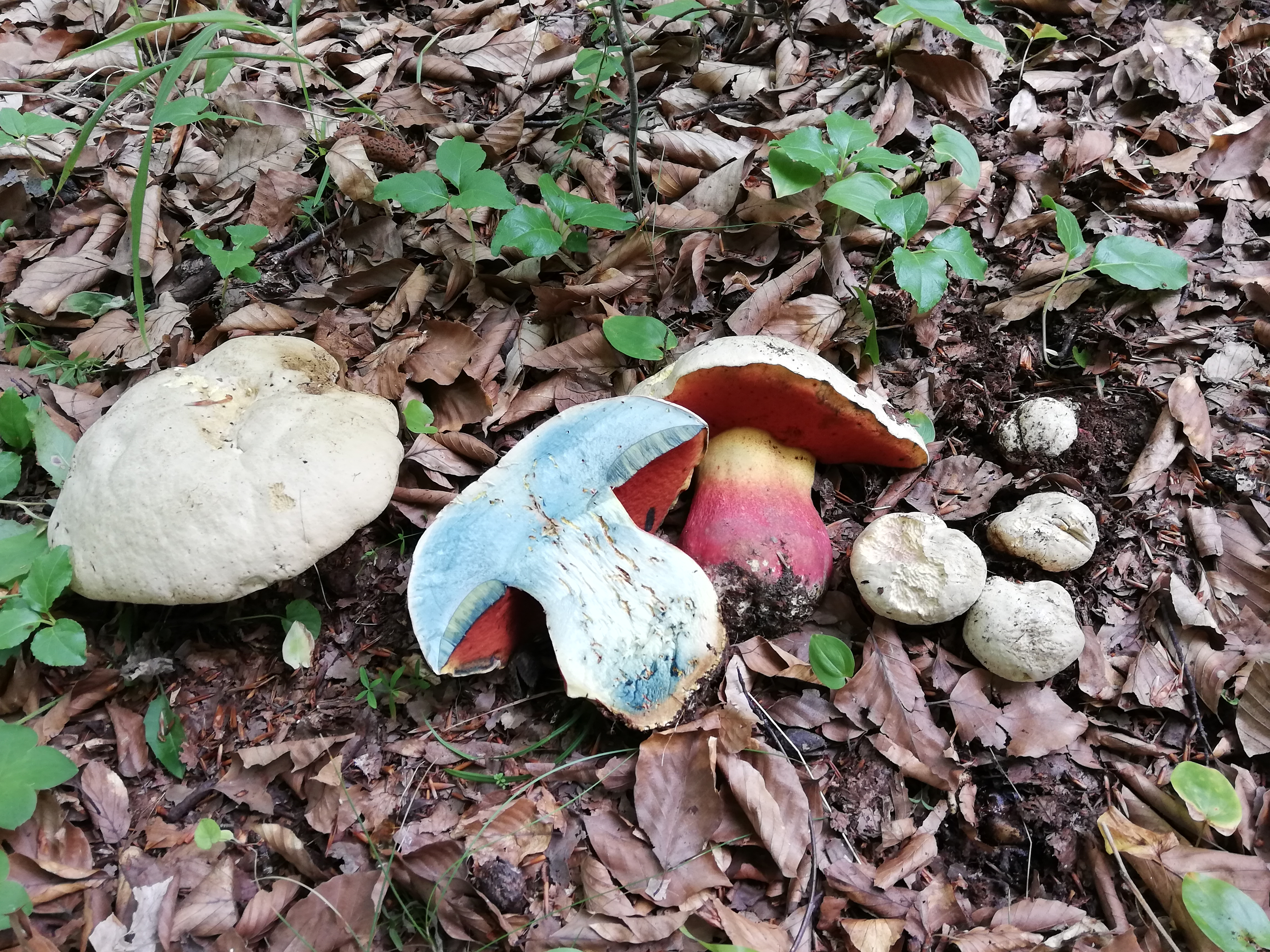
Rubroboletus satanas: kolor kapelusza, wygląd trzonu i hymenoforu oraz przekrój.

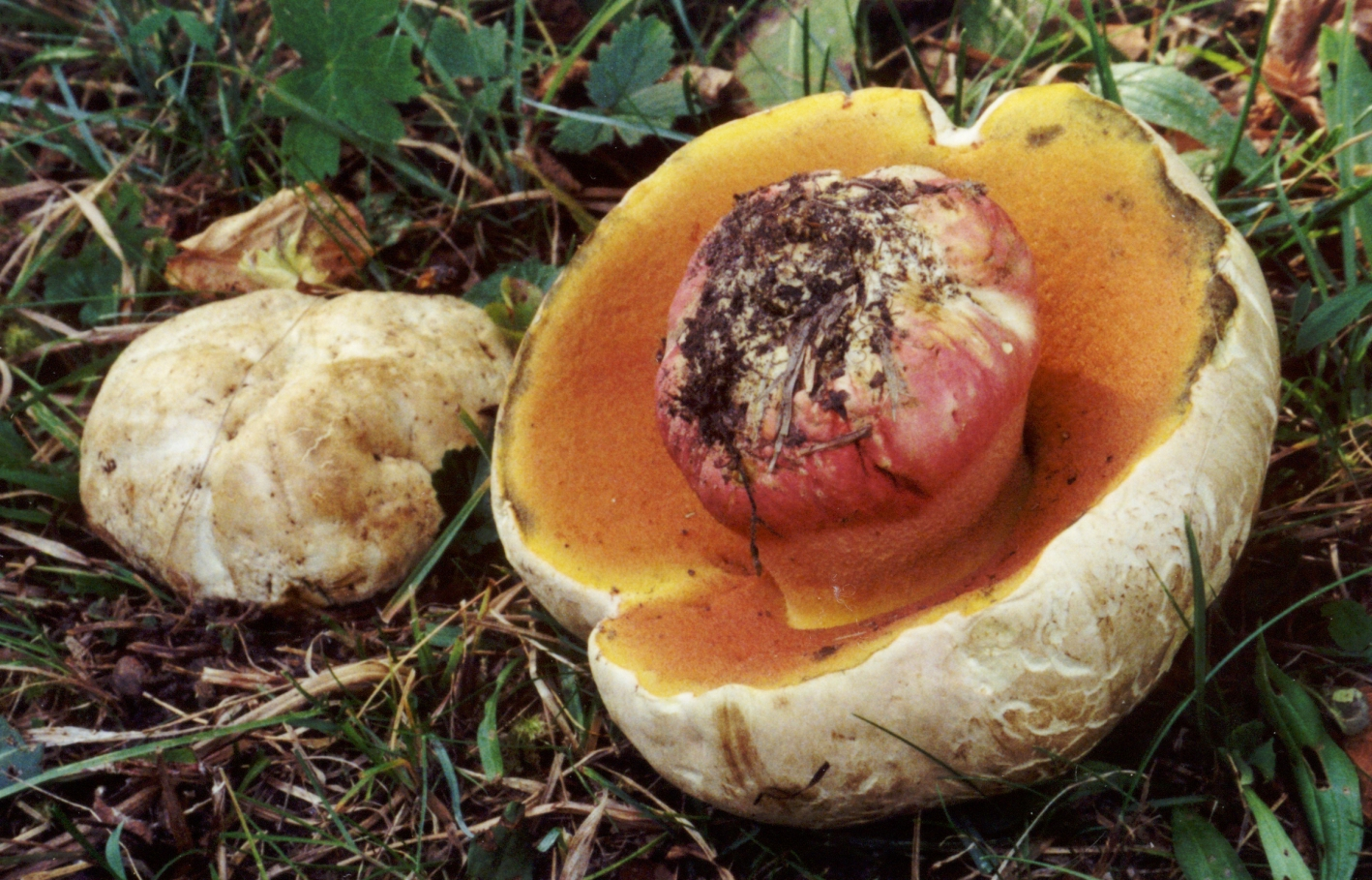

Krwistoborowik szatański, borowik szatański (Rubroboletus satanas (Lenz) Kuan Zhao & Zhu L. Yang) – gatunek grzybów z rodziny borowikowatych (Boletaceae).

## Systematyka i nazewnictwo
Pozycja w klasyfikacji według Index Fungorum: Rubroboletus, Boletaceae, Boletales, Agaricomycetidae, Agaricomycetes, Agaricomycotina, Basidiomycota, Fungi.
Po raz pierwszy takson ten zdiagnozował w roku 1831 Harald Othmar Lenz, nadając mu nazwę Boletus satanas. W ostatnich latach prowadzono badania filogenetyczne w obrębie rodzaju Boletus, w wyniku których systematyka tego rodzaju uległa znacznej zmianie. W 2014 r. Boletus satanas został przez Kuan Zhao & Zhu L. Yang przeniesiony do nowo utworzonego rodzaju Rubroboletus.
Synonimy nazwy naukowej:
- Boletus crataegi Smotl 1952
- Boletus satanas Lenz 1831
- Suillus satanas (Lenz) Kuntze 1898
- Tubiporus satanas (Lenz) Maire 1937[2].

Nazwę borowik szatański nadała Alina Skirgiełło w 1939 r. W polskim piśmiennictwie mykologicznym gatunek ten opisywany był też pod nazwami: grzyb krwisty i grzyb szatański. Obecnie nazwy polskie są niespójne z nową nazwą naukową. W 2021 Komisja ds. Polskiego Nazewnictwa Grzybów Polskiego Towarzystwa Mykologicznego zarekomendowała używanie nazwy krwistoborowik szatański.

## Morfologia
Kapelusz
Średnica 6–30 cm, szary, u dojrzałych osobników z odcieniem żółtawym, zielonkawym, po naciśnięciu brązowoochrowy. Półkulisty, później powyginany i spłaszczony, gruby. Skórka matowa, sucha, lub zamszowa, nie oddziela się od miąższu.
Rurki
Początkowo żółtawe, potem krwistoczerwone, z wiekiem przybierają brązowooliwkowy kolor. Uszkodzone sinieją. Pory u młodych początkowo pomarańczowożółte, później karminowe, u starych okazów stają się oliwkowe.
Trzon
Wysokość 5–15 cm, grubość 3–8 cm. Pełny, potężny, początkowo jest kulisty lub cylindryczny, potem baryłkowaty. Pod kapeluszem ma żółtawy kolor, niżej jest karminowoczerwony.
Miąższ
Białawy, mięsisty, po przekrojeniu powoli sinieje. Smak łagodny, słaby zapach, stare osobniki mają zapach nieco przypominający padlinę.
Wysyp zarodników
Oliwkowy. Zarodniki gładkie, elipsoidalne, o rozmiarach 10 × 16 × 5–7 μm.
Gatunki podobne
- krwistoborowik purpurowy (Rubroboletus rhodoxanthus). Też jest rzadki, ma czerwony trzon i jego miąższ sinieje (ale tylko na kapeluszu). Różni się różowym odcieniem kapelusza, trzon ma walcowaty, pokryty charakterystyczną siateczką.
- gorzkoborowik żółtopory (Caloboletus calopus). Jest pospolity, ma żółte pory, miąższ gorzki[6].
- krwistoborowik orawski (Rubroboletus rubrosanguineus). Występuje w lasach iglastych[7].

## Występowanie i siedlisko
Występuje tylko w Europie. Wszędzie jest rzadki. W Polsce jest bardzo rzadki, wymierający. Znajduje się na Czerwonej liście roślin i grzybów Polski. Ma status E – wymierający, krytycznie zagrożony. Znajduje się na listach gatunków zagrożonych także w Austrii, Belgii, Czechach, Niemczech, Danii, Słowacji, Finlandii, Holandii, Szwecji, Estonii, Anglii. Jedno jego stanowisko znaleziono w buczynie storczykowej w Górach Kaczawskich, a drugie zostało odkryte w roku 2006 w ciepłej buczynie na Wyżynie Krakowsko-Częstochowskiej. Są to stanowiska opisane w literaturze fachowej, pojawia się jednak również na innych, nieopisanych w literaturze stanowiskach (zob. np. duże stanowisko na Ponidziu).
W Polsce podlega ścisłej ochronie gatunkowej.
Naziemny grzyb mykoryzowy. Rośnie w ciepłych lasach liściastych, zwłaszcza pod dębami i bukami, preferuje gleby wapienne. Owocniki wytwarza od lipca do września.

## Znaczenie
Grzyb trujący, szczególnie w stanie surowym. Zjedzenie owocników powoduje ciężkie dolegliwości żołądkowo-jelitowe. Z grzyba wyizolowano muskarynę, ale ilości zawarte w owocnikach są przypuszczalnie zbyt małe, by odpowiadać za toksyczny efekt spożycia borowików szatańskich. Stosunkowo niedawno opisano obecność glikoproteiny o nazwie bolesatyna, mogącej mieć toksyczne działanie.